# Yohualichan
Yohualichan (del náhuatl: yohualli, ichan ‘noche, casa’‘ ‘La casa de la noche’’) es un yacimiento arqueológico ubicado en Cuetzalan del Progreso, dentro del estado mexicano de Puebla.

## Historia
Los primeros asentamientos fueron creados por totonacas provenientes de El Tajín cerca del año 200 d. C. —al inicio del periodo  clásico—, su época de esplendor se calcula cerca del año 600, fue poblado por sus habitantes originales hasta el año 800.
Al inicio del periodo posclásico hubo enfrentamientos entre varias culturas por las tierras fértiles de Yohualichan. Hacia el año 900 se establecieron en la población grupos toltecas que estuvieron presentes hasta el año 1200, en que los chichimecas dominaron la zona. A partir de esta época se da la decadencia de Yohualichan.